# Campestre de Goiás
Campestre de Goiás is een gemeente in de Braziliaanse deelstaat Goiás. De gemeente telt 3.591 inwoners (schatting 2009).

## Aangrenzende gemeenten
De gemeente grenst aan Guapó, Palmeiras de Goiás, Santa Bárbara de Goiás en Trindade.